# Nereis cirrhigera
Nereis cirrhigera är en ringmaskart som beskrevs av Domenico Viviani 1805. Nereis cirrhigera ingår i släktet Nereis och familjen Nereididae. Inga underarter finns listade i Catalogue of Life.